# Яблонець (Любуське воєводство)
Яблонець (пол. Jabłoniec, нім. Gablenz) — село в Польщі, у гміні Ясень Жарського повіту Любуського воєводства.
Населення — 261 особа (2011).
У 1975-1998 роках село належало до Зеленогурського воєводства.

## Демографія
Демографічна структура станом на 31 березня 2011 року:
|          | Загалом | Допрацездатний вік | Працездатний вік | Постпрацездатний вік |
| -------- | ------- | ------------------ | ---------------- | -------------------- |
| Чоловіки | 125     | 30                 | 84               | 11                   |
| Жінки    | 136     | 47                 | 65               | 24                   |
| Разом    | 261     | 77                 | 149              | 35                   |